# José María Satué
José María Satué Sanromán (n. Escartín, Broto, provincia de Huesca; 1941) es un escritor español especializado en publicaciones de carácter etnográfico sobre su comarca natal, Sobrepuerto.

## Biografía
Nacido en Casa Ferrer de Escartín (Sobrepuerto), en cuya escuela unitaria realizó sus estudios primarios. Es hijo de José Satué Buisán (1907-1986), natural de Escartín, y Julia Sanromán Sampietro, natural de Otal.
Con 14 años, junto a su familia, abandonan su pueblo natal y se asientan en la capital, en Huesca donde cursó los estudios de bachillerato y de Magisterio para licenciarse posteriormente en Filosofía y Letras por la Universidad de Zaragoza. 
Ha ejercido como maestro primero en Javierrelatre y luego en Zaragoza hasta su jubilación.
Es socio-fundador del Estudio de Filología Aragonesay primo hermano de Enrique Satué Oliván. 

## Obra
Ha recopilado y difundido la cultura tradicional de su tierra natal (modos de vida, costumbres, lengua, etc.).
Colabora semanalmente en Heraldo de Aragón desde el 22 de abril de 2007, con un artículo en aragonés titulado “Carasol Aragonés” y en varias revistas, como “Serrablo”, editada por los Amigos de Serrablo, de Sabiñánigo, “O Zoque”, de Yebra de Basa, “Xenera”, de Broto, “Esparvero”, de Fiscal, “Crisis” (Zaragoza), “Aragón Turístico y Monumental” de Zaragoza o “La magia de viajar por Aragón” de Zaragoza. 
En colaboración con otros autores, ha participado redactando algún capítulo en varias publicaciones, entre las que destacan: "Senderos del Serrablo-GR-16-Biescas-Nocito" (1991), "Escuelas. El tiempo detenido", en Libro-catálogo del Museo Pedagógico de Aragón (2007), "Museo de San Juan de Plan" (2013), "Guía de Sobrepuerto" (2014) o  en "Museo Ángel Orensanz y Artes de Serrablo" (2014). ISBN 978-84-8127-260-4
Entre sus publicaciones, destacan:
- Vocabulario de Sobrepuerto. Inst. de Estudios Altoaragoneses, Col. Cosas Nuestras, 12. Huesca, 1991. ISBN 84-86856-48-5
- Semblanzas de Escartín. Inst. de estudios Altoaragoneses, Col. Cosas Nuestras, 18. Huesca, 1997. ISBN 9788481270211
- Sobrepuerto, naturaleza en silencio. Ed. del autor. Zaragoza, 1999.
- Qué feban dinantes en un lugar d'o cobalto d'Aragón? Ed. del autor 1996, después Xordica, 2003.
- Alredor d'a chaminera, Xordica, 2001.
- Memoria de un montañés. Xordica, 2007 que recoge las memorias escritas por su padre José Satué Buisán.[4]
- Zien semanas de Carasol Aragonés. EDACAR. Edizions Dichitales de l’Academia de l’Aragonés. N.º 4. Noviembre de 2009.
- La vida tradicional en Sobrepuerto, en Guía de Sobrepuerto, coordinado por Enrique Satué Oliván. O Zoque. 2014, págs. 13-140.
- Carasol aragonés. Edicions Transiberiano. Col. Canfranero. Zaragoza, 2015.
- "Sobrepuerto. Los ecos del silencio". Editorial Pirineo. Huesca. 2018.
- "Una volada d'aire. Mas carasols“. Edicions Transiberiano. Zaragoza, 2019.
- "La vida tradicional en el Pirineo". Editorial Pirineo. Huesca, 2020.
- "Escartín. El pueblo que fue". Editorial Pirineo. Huesca. 2021.
- "Otal, entre Erata y Pelopín. El pueblo que fue". Editorial Pirineo. Huesca. 2023.
- "As ferramientas dichitals. Mes carasols". Editorial Pirineo. Huesca. 2024.
- "Borbollas a l'aire".Edicions Transiberiano. Zaragoza, 2024.

## Premios y reconocimientos
- 2004. La asociación Ligallo de Fablans de l'Aragonés le rendía un homenaje según publicaba Amigos de Serrablo en el número 134 bajo el título Homenaje a José María Satué.[8]